# BSG Motor Fraureuth
Die Betriebssportgemeinschaft (BSG) Motor Fraureuth war im DDR-Sport aktiv und wurde durch ihre Handballmannschaft bekannt.

## Entwicklung
Nach dem Ende des Zweiten Weltkriegs wurde organisierter Sport in der 4.000 Einwohner zählenden Gemeinde Fraureuth zunächst in der Sportgemeinschaft Fraureuth betrieben. Nach Einführung der Betriebssportgemeinschaften nahm sie zunächst den Namen BSG Stahl an, ab 1952 traten die Handballer als BSG Motor an.

## Hallenhandball
In der Saison 1949/50 beteiligte sich die BSG Stahl als Thüringer Landesmeister an der DDR-Hallenhandball-Meisterschaft der Männer, wo nach zwei Runden das Aus kam. Am erfolgreichsten war die Mannschaft in der Saison 1951/52. Nach der dritten Landesmeisterschaft seit 1950 erreichten die Fraureuther in der Endrunde um die DDR-Meisterschaft das kleine Finale. Im Spiel um den dritten Platz unterlagen sie dann aber der Mannschaft von Motor Leipzig-Lindenau knapp mit 7:6. 1952 wurden die DDR-Länder aufgelöst und stattdessen die DDR-Bezirke eingerichtet. Die Fraureuther Hallenhandballer spielten nun als BSG Motor in der Handball-Bezirksliga Bezirk Karl-Marx-Stadt (1953 in Karl-Marx-Stadt umbenannt). Nur 1955 gelang der Gewinn der Bezirksmeisterschaft, doch scheiterte die Mannschaft in der Qualifikation zur zweitklassigen DDR-Liga. Der Aufstieg in die DDR-Liga gelang auch später nicht mehr.

## Feldhandball
Im Feldhandball wurde in der DDR erstmals 1950/51 die Meisterschaft in Ligaform ausgetragen. Stahl Fraureuth hatte sich für die zweigleisige DDR-Liga (später Oberliga) qualifiziert und wurde in der Staffel II Fünfter. Bis 1957 spielte danach die BSG Motor ununterbrochen in der höchsten Handballspielklasse und platzierten sich zunächst stets im sicheren Mittelfeld. Konnte man sich 1956 mit Platz acht unter neun Mannschaften noch knapp vor dem Abstieg retten, musste Fraureuth 1957 als Tabellenletzter den Abstieg in die nun zweitklassige DDR-Liga antreten. Dort verblieb die BSG Motor bis zur Einstellung des Feldhandballs nach der Saison 1967.

## Personen von besonderer Bedeutung
- Heinz Seiler (1920–2002) war Handballspieler in Fraureuth, spielte in der Thüringer Handballauswahl und von 1950 bis 1952 in der DDR-Nationalmannschaft. Von 1953 bis 1972 war er Nationalmannschaftstrainer und führte 1958 die gesamtdeutsche Mannschaft zur WM-Bronzemedaille.
- Heinz Sesselmann (1931–2017) war Handballtorwart. 1950 begann er seine Karriere in Fraureuth, von 1953 bis 1963 stand er 63-mal im Tor der DDR-Nationalmannschaft und wurde 1959 mit der gesamtdeutschen Mannschaft Handball-Weltmeister. In den 1990er Jahren führte er die Handballfrauen des HC Fraureuth (Nachfolger der BSG Motor) in die Handballoberliga Mitteldeutschland.
- Heinz Singer, Mitglied der BSG Motor Fraureuth, war in von den 1950er bis zu den 1970er Jahren Handballschiedsrichter in der DDR-Handballoberliga und wurde auch international eingesetzt, so z. B. bei fünf Handball-Weltmeisterschaften und bei den Olympischen Spielen 1972 (nicht zu verwechseln mit Heinz Singer, Hamburg)